# Slag bij Bristoe Station
De Slag bij Bristoe Station vond plaats op 14 oktober 1863 in Prince William County, Virginia tijdens de Amerikaanse Burgeroorlog. De Noordelijke generaal-majoor Gouverneur K. Warren, bevelhebber van het II Corps, kon een Zuidelijke aanval, onder leiding van luitenant-generaal A.P. Hill, op zijn achterhoede afslaan.

## Achtergrond

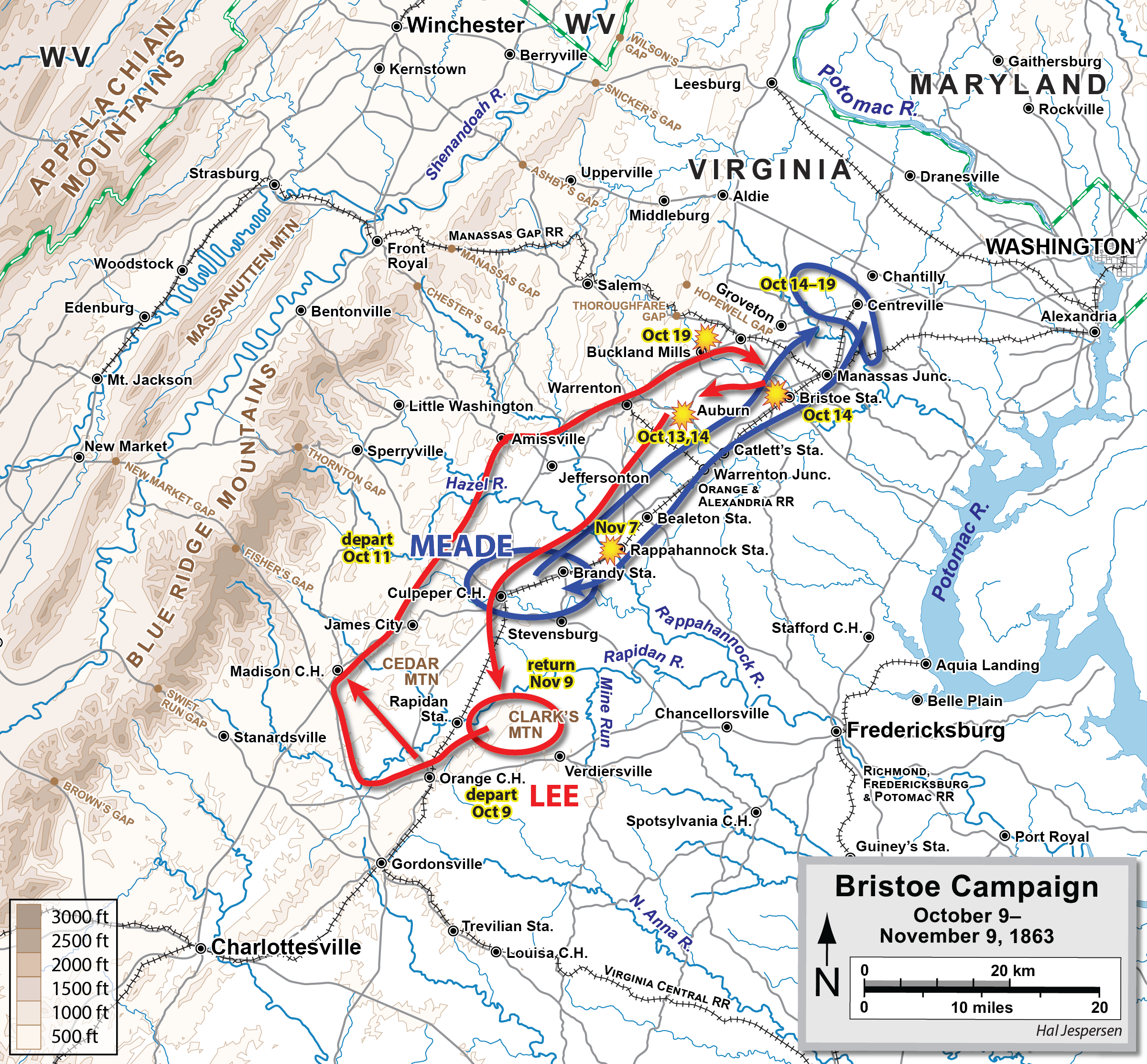
De Bristoe-veldtocht

Door een flankeerbeweging van het Army of Northern Virginia onder leiding van generaal Robert E. Lee werd het Army of the Potomac van generaal-majoor George G. Meade gedwongen zich terug te trekken naar Centreville, Virginia. Generaal-majoor Gouverneur K. Warren, bevelhebber van het II Corps in afwezigheid van generaal-majoor Winfield S. Hancock, volgde het IV Corps in de terugtocht. Op 13 oktober vond de Eerste Slag bij Auburn plaats tussen het II Corps en de Zuidelijke cavalerie van generaal-majoor J.E.B. Stuart. Op 14 oktober vond de Tweede Slag bij Auburn plaats waarbij Stuart en de infanterie van Ewell het opnieuw opnam tegen het II Corps.
Luitenant-generaal A.P. Hill, bevelhebber van het Zuidelijke Third Corps, rukte op langs Ewells linkerflank. Hij bereikte op 14 oktober Bristoe Station. Hill probeerde het Noordelijke V Corps aan te vallen. Zijn verkenners hadden echter de aanwezigheid van het Noordelijke II Corps niet opgemerkt die uit de richting van Auburn kwamen. Toen Warren Zuidelijke eenheden opmerkte (deze maakten deel uit van Heths divisie) stelde hij zijn troepen op achter de berm van de Orange and Alexandria Railroad bij Bristoe Station. De niets vermoedende Heth die oprukte om de achterhoede van het V Corps aan te vallen, liep in de val.

## De slag
De Noordelijke batterij onder leiding van kapitein R. Bruce Ricketts openden het vuur op de Zuidelijken. Kort nadien opende ook de Noordelijke infanterie het vuur. Ondanks het onverwachte kanon- en geweervuur slaagden Heths soldaten om kortstondig stand te houden. Uiteindelijk werden de Zuidelijken terug gedreven. Warrens manschappen gingen over tot de tegenaanval. Vijf Zuidelijke kanonnen weren veroverd. Ook een tweede Zuidelijke aanval door generaal-majoor Richard H. Anderson op brigadegeneraal Alexander Hays’ stellingen werd afgeslagen. Brigadegeneraal Carnot Posey sneuvelde tijdens de aanval. Twee brigadebevelhebbers van Heth werden zwaargewond het veld afgevoerd.

## Gevolgen
De Noordelijken verloren 540 soldaten tegenover 1.380 Zuidelijken. Toen Warren het Zuidelijke Second Corps van luitenant-generaal Richard S. Ewell zag naderden, trok hij zijn troepen terug.
Hoewel de Noordelijken de overwinning hadden behaald, dienden ze zich verder terug te trekken naar Centreville. Toen de Zuidelijken zich vanaf 18 oktober terug trokken vernielden ze grote delen van de Orange and Alexandria Railroad. Toen Meade de regio opnieuw innam moest alles hersteld worden.

## Aanbevolen lectuur
- Henderson, William D. The Road to Bristoe Station: Campaigning with Lee and Meade, August 1–October 20, 1863. Lynchburg, VA: H. E. Howard, 1987. ISBN 978-0-930919-45-0.